# Atrichopogon brevipalpis
Atrichopogon brevipalpis är en tvåvingeart som beskrevs av John William Scott Macfie 1944. Atrichopogon brevipalpis ingår i släktet Atrichopogon och familjen svidknott. Inga underarter finns listade i Catalogue of Life.